# 이즈미노역
이즈미노역(일본어: いずみ野駅, いずみのえき)은 일본 가나가와현 요코하마시 이즈미구에 위치한 역이다. 역 번호는 SO34이다.
이즈미노 지역으로, 미나미마키가하라 ~ 당역 구간을 관리하고 있다.

## 역 구조
다리 속에 섬식 승강장 2면 4선의 교상역이다. 본 역사는 남북자유통로의 역할도 겸하고 있다. 개찰 내 대합실과 각 승강장 사이에는 상하 방향으로 에스컬레이터가 2기씩 엘리베이터가 1기씩 모두 6기 설치되어 있다. 함께 휠체어 대응이지만, 에스컬레이터가 이러한 사양 때문인지 엘리베이터 설치는 이즈미노 선 역에서 가장 늦다.
이즈미노 선 개통 당초에는 종착역이었다. 이 작업에서 요코하마 측에 시 사스 크로싱이 있다. 발차표는 설치되지 않았지만 2016년 7월에 발차표가 설치되었다. 또한, 승무원 숙소를 병설하였다. 개통 당시에는 1,2선이 주로 유치선으로 사용되면서 3,4번선이 주로 발착에 사용되고 있었다. 연장 후에는 2,3선이 주로 본선이다. 2015년 5월 31일 다이어 개정 이후에는 본 역에서 특급과 각역정차의 완급 접속이 이루어지고 있으며, 1,4번 선부터는 낮 때 매시 1개씩 특급 대피하에 각역정차가 발착하고 4번 선에서는 이즈미노 선의 첫 열차로 당역 시발 후타마타가와 행이 1편 설정되어 있다. 다만, 인명 사고 등으로 2,3번 선을 사용할 수 없는 경우에는 바깥쪽 1,4번 선에 발착한다. 이때는 발차 벨이 울리다.
당초의 연장 계획은 오다큐 전철 에노시마 선의 조고 역에서 접속했다. 그러나, 본 노선과의 접속이 남쪽의 쇼난다이 역으로 변경되었기 때문에, 이즈미추오 방향으로의 선로는 남쪽으로 커브를 그리고 있다.

### 승강장
| 번호 | 노선        | 방향 | 행선                                                           |
| ---- | ----------- | ---- | -------------------------------------------------------------- |
| 1・2 | 이즈미노 선 | 하행 | 쇼난다이 방면                                                  |
| 3・4 | 이즈미노 선 | 상행 | 후타마타가와・요코하마・(후타마타가와 방향)야마토・에비나 방면 |

## 역 주변
- 소테쓰 라이프 이즈미노
  - 요코하마 은행 이즈미노 지점
  - 미쓰이 스미토모 은행 이즈미노 지점
- 이즈미노 역전 파출소
- 요코하마 이즈미노 우체국
- 이즈미 소방서 이즈미노 출장소
- 이즈미 도서관
- 이즈미노 사쿠라 상가
- 그린 하임
- 이즈미다이 공원
- 슈에이 고등학교
- 가나가와 현립 쇼요 고등학교
- 요코하마 시립 이즈미노 중학교
- 요코하마 시립 이즈미노 초등학교
- 이즈미노 공원
- 현영 아쿠와히가시 단지
- 가나가와 현 경찰 이즈미 경찰서
- 요코하마 이즈미 우체국
- 로손
- 요코하마 시립 이즈미 초등학교

## 역사
- 1976년 4월 8일: 영업 개시. 이즈미노 선의 종착역이었고, 당시에는 도쓰카구였음.
- 1990년 4월 4일: 이즈미노 선이 이즈미추오 역까지 연장되어 중간역이 됨.
- 1999년 2월 27일: 쾌속의 운전이 시작되어 정차역이 됨.
- 2014년 4월 27일: 특급의 운전이 시작되어 역이 정차역이 됨.
- 2017년 3월경: 역이 리뉴얼되어 역사의 외벽이 벽돌이 됨.

## 사진

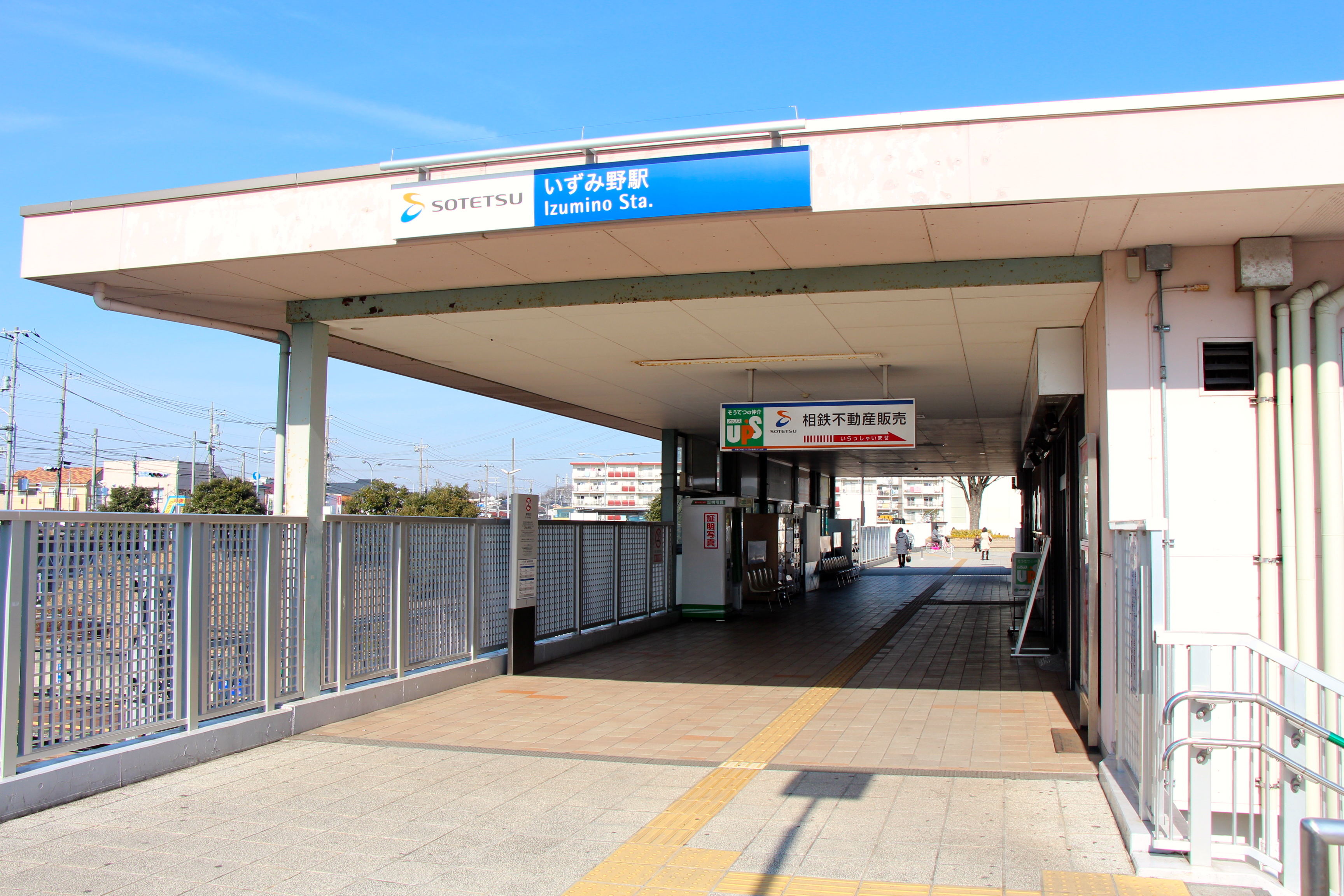
서쪽 출입구
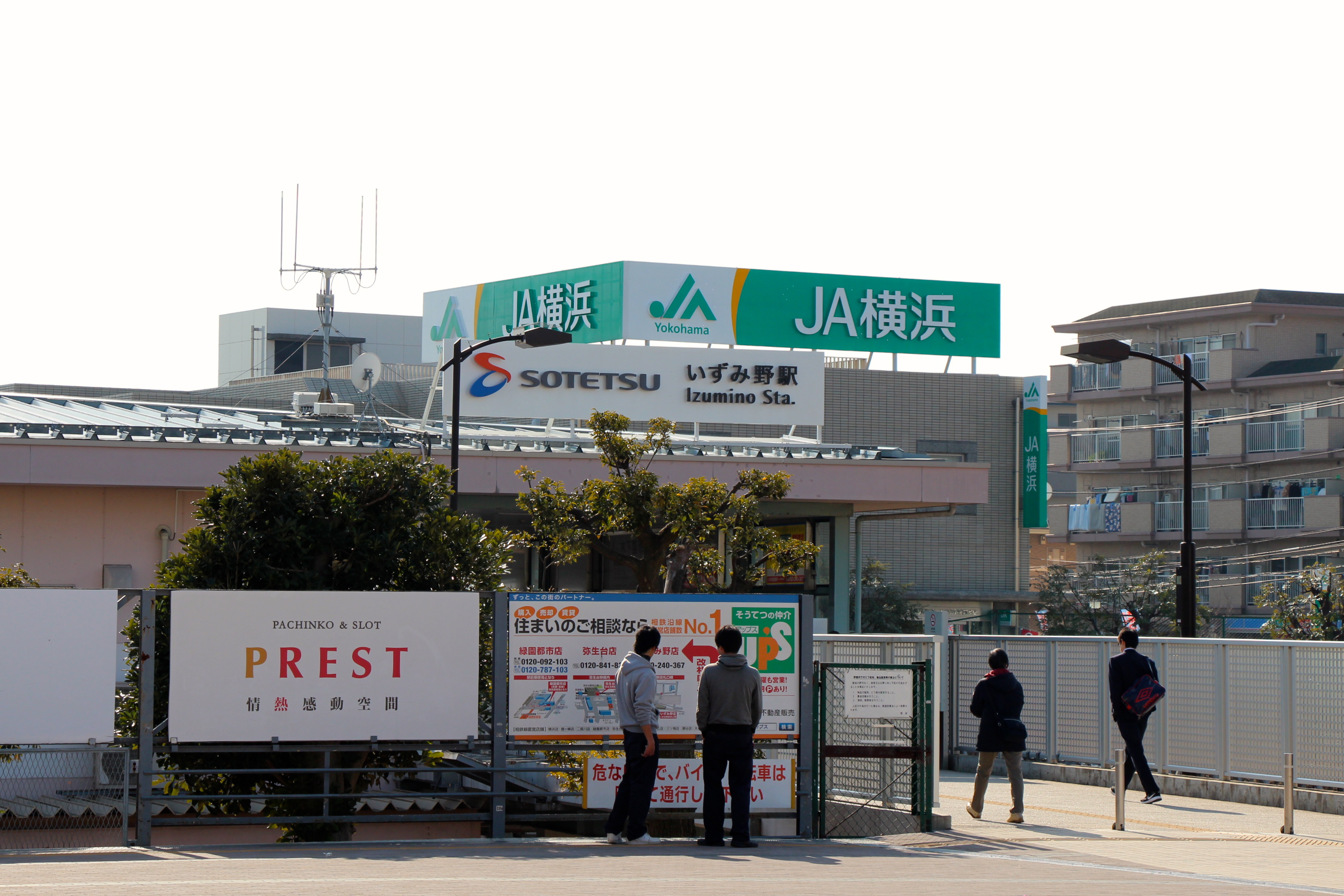
북쪽 출입구
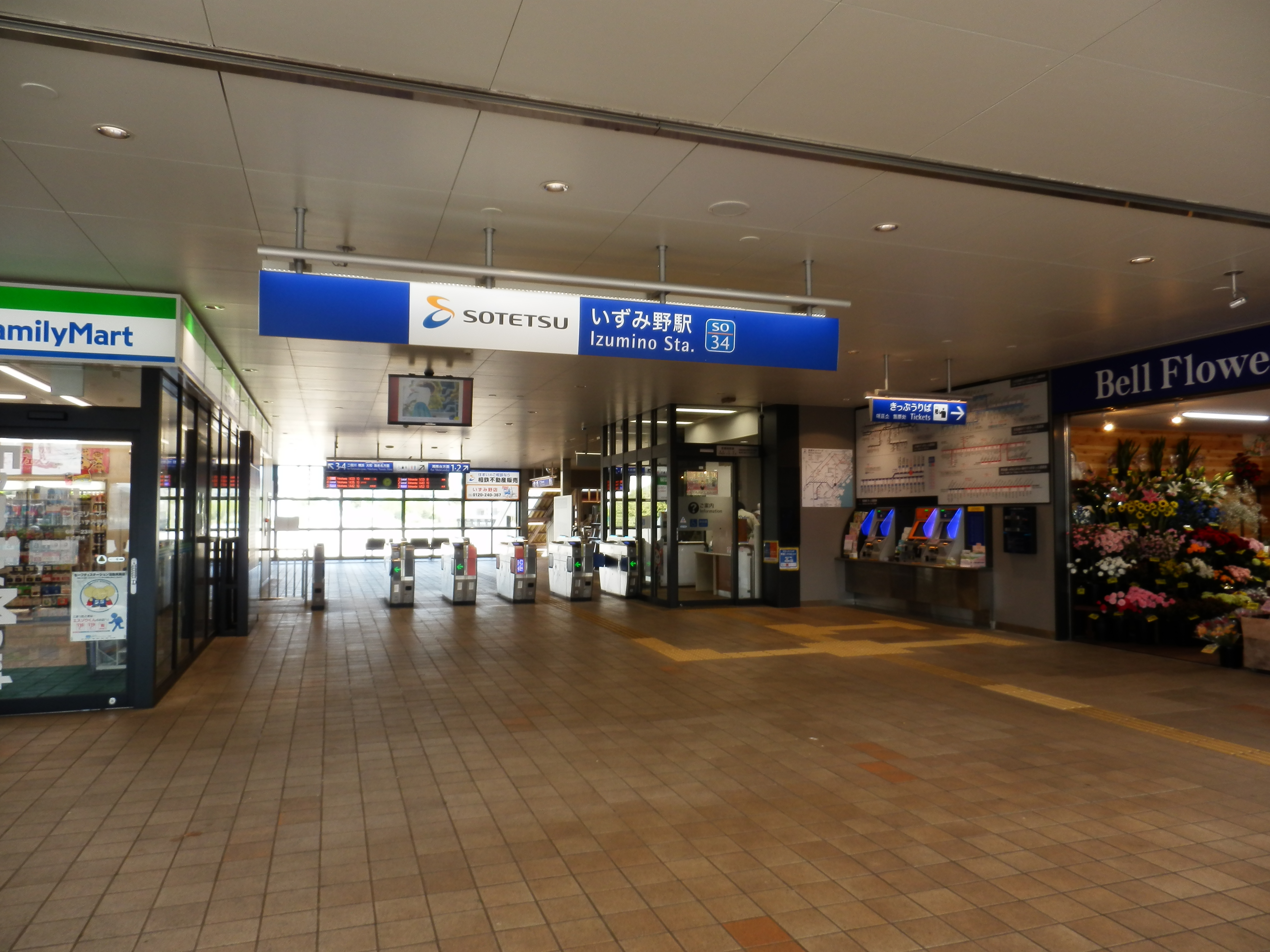
개찰구

## 인접역
| 사가미 철도 이즈미노 선       | 사가미 철도 이즈미노 선 | 사가미 철도 이즈미노 선       |
| ----------------------------- | ----------------------- | ----------------------------- |
| SO33 야요이다이 요코하마 방면 | ■ 쾌속 ■ 각역정차       | 이즈미추오 SO35 쇼난다이 방면 |